# Lautalampi
Lautalampi eller Lauttalampi är en sjö i Finland. Den ligger i kommunen Sonkajärvi i landskapet Norra Savolax, i den centrala delen av landet, 400 km norr om huvudstaden Helsingfors. Lautalampi ligger 194 meter över havet. I omgivningarna runt Lautalampi växer i huvudsak barrskog. Den är 3,8 meter djup. Arean är 19,7 hektar och strandlinjen är 2,7 kilometer lång. Sjön  ingår i Vuoksens huvudavrinningsområde. 